# Where Are We Runnin'?
Where Are We Runnin'? is een nummer van de Amerikaanse rockzanger Lenny Kravitz uit 2004. Het is de eerste single van zijn zevende studioalbum Baptism.
Het vrij korte, uptemporocknummer gaat over het drukke en bezorgde leven van hedendaagse rockmuzikanten, aldus Kravitz. Where Are We Runnin'? flopte in de Amerikaanse Billboard Hot 100, waar het de 69e positie haalde. In het Duitse taalgebied, Italië en Nederland was het nummer wel populair. In de Nederlandse Top 40 haalde het de 18e positie, terwijl het in Vlaanderen bleef steken op een 12e plek in de Tipparade.